# Els invasors de Mart
Els invasors de Mart  (títol original en anglès: Invaders from Mars) és una pel·lícula de ciència-ficció estatunidenca dirigida per William Cameron Menzies el 1953. Ha estat doblada al català.

## Argument[2]
Un jove apassionat per l'astronomia veu una nit un OVNI aterrar en un banc de sorra prop de la seva casa. Avisa el seu pare, un científic que treballa en una missió secreta per a un coet a propulsió atòmica. Obligat a assenyalar tot fet sospitós, el pare surt a inspeccionar el lloc. Al matí, la seva dona s'inquieta de la seva absència, però torna aviat, amb una mirada vaga i un caràcter irascible ...

## Repartiment
- Helena Carter: Dra. Pat Blake
- Arthur Franz: Dr. Stuart Kelston
- Jimmy Hunt: David Maclean
- Leif Erickson: George MacLean
- Hillary Brooke: Mary MacLean
- Morris Ankrum: Coronel Fielding
- Max Wagner: Sergent Rinaldi
- Milburn Stone: Capità Roth
- Janine Perreau: Kathy Wilson

I no surten als crèdits:
- William Phipps: Sergent Baker
- Fay Baker: Sra. Wilson
- Barbara Billingsley: La secretària de Kelston
- Peter Brocco: Brainard
- Charles Cane: Oficial de policia Blaine
- Tommy Cottonaro: Un mutant
- Richard Deacon: Un policia militar
- Pete Dunn: Un mutant
- John Eldredge: M. Turner
- William Forrest: General Mayberry

## Al voltant de la pel·lícula
La pel·lícula és treta d'un dels primers guions de ciència-ficció escrits en els anys 1950 durant els quals el cinema americà va produir una multitud de pel·lícules d'aquest gènere.
El pressupost reduït va portar a la pel·lícula a abandonar el projecte inicial en 3D, o a suprimir Criquet, el gos del jove David.
En una escena, el Dr. Kelston fa referència a les Llum de Lubbock, un fet real sobrevingut el 1951 durant el qual van ser observades llums no habituals sobre la ciutat de Lubbock (Texas).
El director William Cameron Menzies era al principi un cap de decorats de talent. Va rebre el 1928 el primer Oscar a la millor direcció artística per a les pel·lícules The Dove i Tempest . Se li deuen igualment els decorats de la famosa Allò que el vent s'endugué (1939) i sobretot els de l'escena de l'incendi d'Atlanta. La importància atribuïda als decorats es nota igualment a  Els invasors de Mart.
La intel·ligència marciana (un cap en un bocal, proveït de tentacles) és interpretada per l'actriu nana Luca Potter.
És la primera aparició a la pantalla de l'actor Richard Deacon que es donarà a conèixer en els anys 1960 pel seu paper en la sèrie de televisió The Dick Van Dyke Show .

## Remake
Un remake va ser dirigit el 1986 per Tobe Hooper. L'actor que interpretava el jove heroi de la pel·lícula original hi té un paper.